# Les Orangers
Les Orangers (Nederlands: De sinaasappelbomen) is een schilderij van de Franse kunstschilder Gustave Caillebotte uit 1878, olieverf op doek, 157 x 117 centimeter. Het toont de broer van de kunstenaar en een nichtje op het terras van het familielandhuis, tijdens een zonovergoten dag. Het werk bevindt zich thans in de collectie van het Museum of Fine Arts te Houston, in 1999 gedoneerd door kunstverzamelaarster Audrey Jones Beck.

## Context
Caillebotte was een telg uit een vermogende familie, met een groot familielandhuis in Yerres, enkele kilometers buiten Parijs. Hij was een fervent tuinder en leefde deze hobby volop uit bij zijn ouderlijk huis, waar hij ook woonde. Hij hield van keurige strak en ordelijk aangelegde tuinen, overeenkomstig zijn formele persoonlijkheid. In het hier besproken werk geven het keurig gemaakte gazon en uniforme bloemenperk hier blijk van. Bijzonder genoegen schepte hij in het telen van planten en bomen. De sinaasappelbomen werden door hem persoonlijk geteeld en verzorgd.

## Afbeelding
Caillebotte schildert in Les Orangers een zonnig tafereel op het midden van de dag, op het terras van het landhuid van de familie. De zon staat hoog, de schaduwen zijn kort. Op de voorgrond, schuin op de rug bezien, zit zijn broer en componist Martial Caillebotte (1853-1910) op een van de gietijzeren stoelen, terwijl hij een krant of tijdschrift leest. Hij draagt een strooien hoed, zoals die in die ook meermaals te zien is op andere werken van de kunstenaar, een getailleerd wit jasje en modieuze paarse schoenen. Een stukje verder staat Zoé, een inwonend nichtje van Gustave en Martial, voorovergebogen in een gestreept jurkje met rode laarsjes. Verzonken in haar eigen gedachten lijkt ze eveneens iets te lezen bij een van de grote plantenbakken (type "Versaille") met de sinaasappelbomen. De achtergrond wordt gevormd door de gearrangeerde tuin, met het gladde gazon, een kleurig bloemenperk en een bochtig weglopend gravelpad. In de draai ligt een hondje te slapen.

#### Stijlaspecten
Compositorisch creëert Caillebotte een organische diagonaal van links beneden naar rechtsboven, die aan het einde door het pad wordt omgebogen naar links, waarmee beweging wordt gesuggereerd. De asymmetrische, juxtapositionele plaatsing van de twee figuren in deze lijn geeft het werk een rustige balans. Veel aandacht heeft hij voor de werking van het licht, meer in het bijzonder voor het contrast tussen koele schaduwwerking en de schitterende, oplichtende en kleurversterkende effecten van het felle zonlicht, midden op een warme dag. Er is een duidelijk onderscheid aangebracht tussen de lichte en meer donkere partijen in het werk, dat een suggestie wekt van koelte op het terras. Het vinden van de juiste tonaliteit is duidelijk van groter belang dan aspecten als perspectiefwerking, die wat minder uit de verf komt.

#### Interpretatie
Met zijn fotografische blik toont Caillebotte een willekeurig, voorbijgaand moment van de dag, in de traditie van het impressionisme. De algehele uitstraling van het werk is er een van harmonie en rust. Het doet denken aan de romans van Marcel Proust en Roger Martin du Gard, die beiden het werk van Caillebotte en zijn collega-impressionisten bewonderden. De strakke tuin staat voor een gedegen, wellicht conservatieve stabiliteit; de twee figuren stralen een soort tevreden en relaxt geluk uit, zoals dat in die tijd voor een bepaalde bovenlaag in de Franse samenleving toegankelijk was geworden. In de werken van Proust en Du Gard bleek dat beeld doorgaans alleen maar uiterlijke schijn, als dekmantel voor menselijk leed, maar in het hier besproken werk is er niets wat daarop wijst. Wel kan in dat verband gewezen worden op het leed dat ook de familie Caillebotte in die tijd trof, met in kort tijdsbestek de dood van Gustaves broer René, alsook van zijn beide ouders. Zowel Martial als Gustave kwamen later vroegtijdig te overlijden, op respectievelijk 56 en 46-jarige leeftijd.

## Galerij

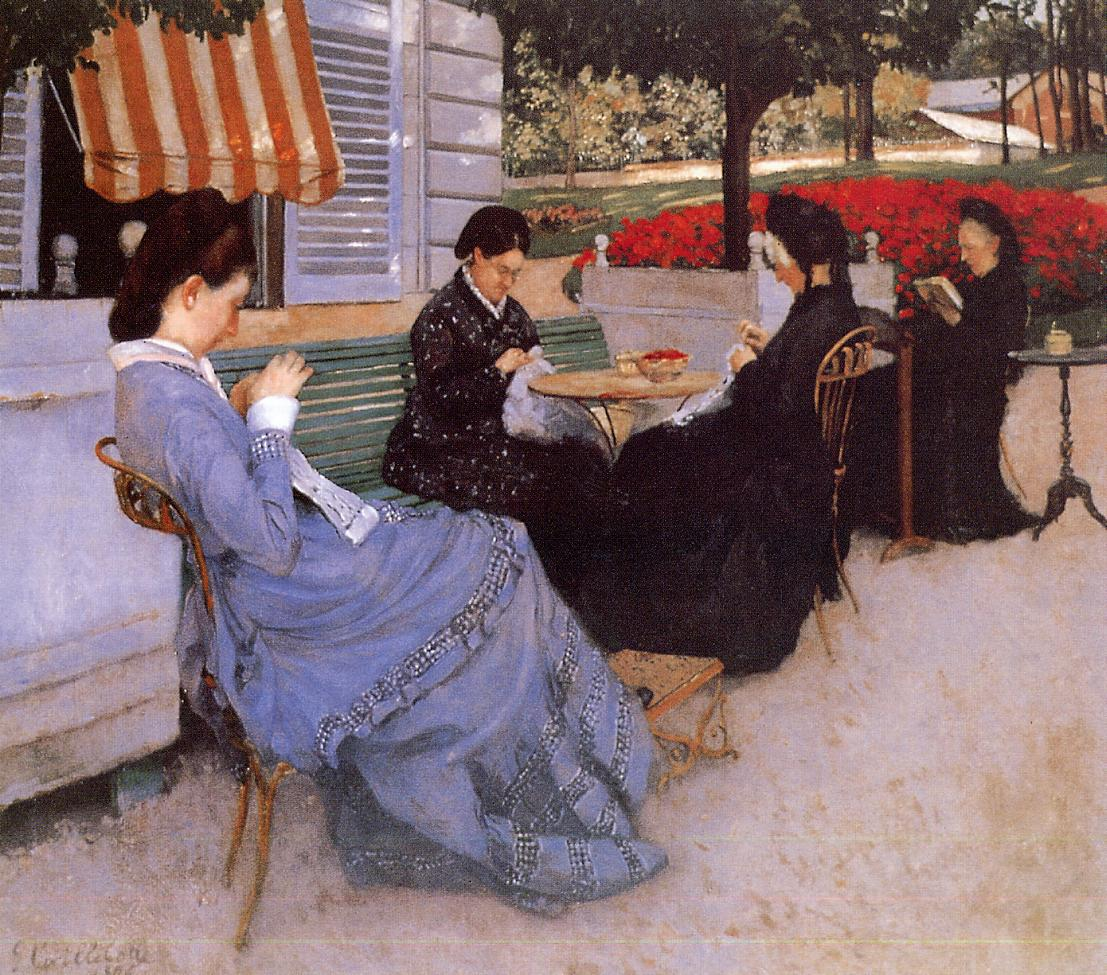
Portretten op het platteland, 1876, zelfde locatie
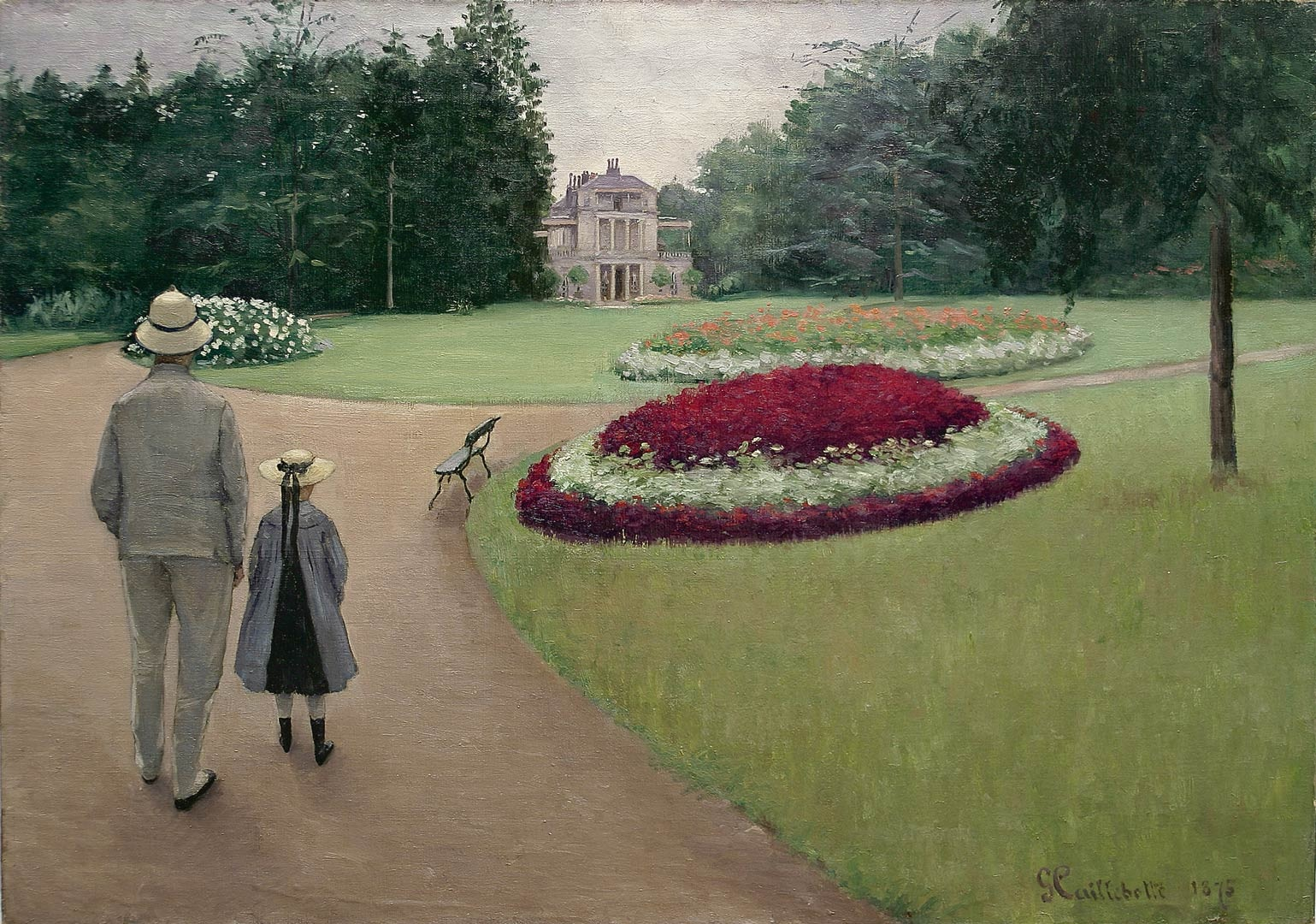
Schilderij van de tuin uit 1875, met opnieuw Zoé en mogelijk ook Martial
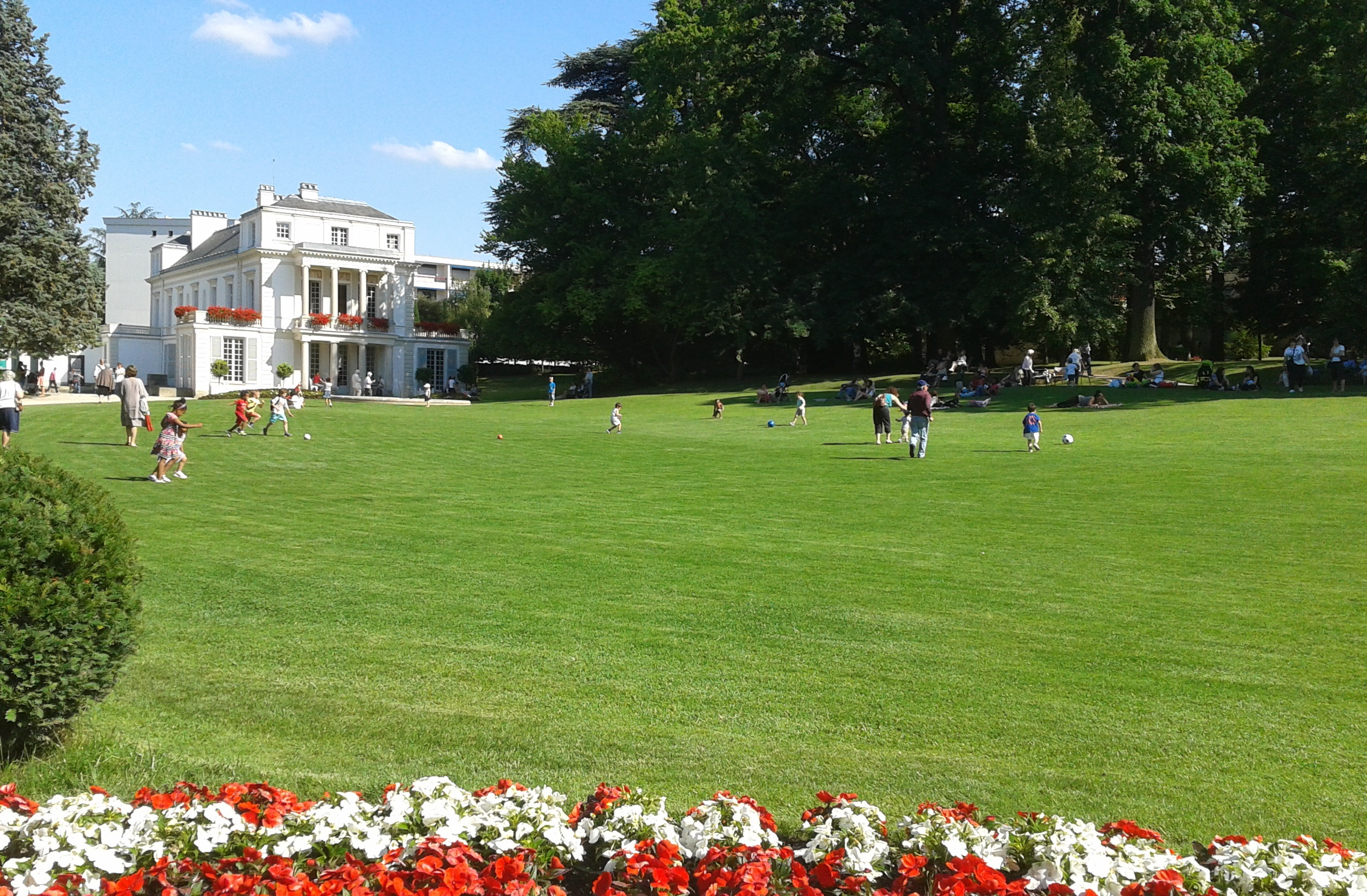
Hedendaagse foto van het landgoed